# Asmate germanae
Asmate germanae är en fjärilsart som beskrevs av Le Cerf 1924. Asmate germanae ingår i släktet Asmate och familjen mätare. Inga underarter finns listade i Catalogue of Life.